# Кров і пісок (фільм)
Кров і пісок (англ. Blood and Sand) — американський німий фільм, знятий в 1922 році режисером Фредом Нібло за романом іспанського письменника Вісенте Бласко Ібаньєса.

## Сюжет
Хуан Гальярдо, сільський хлопчисько, народжений в бідності, зростає для того, щоб стати знаменитим іспанським матадором. Він одружується зі своєю подругою дитинства, красивій і доброчесній Кармен. Але досягнувши слави й популярності, закохується в дону Соль, багату, спокусливу вдову. Вони вступають в болісний зв'язок, з відтінками садомазохізму. Але Хуан, відчуваючи провину за зрадництво Кармен, намагається позбутися від коханки. Розсерджена дона Соль розповідає Кармен і матері Хуна про їх злочинні зв'язки, бажаючи зруйнувати шлюб Хуана. Хуан стає все більш нещасним і розсіяним, він нерозважливо поводиться на арені. В черговій сутичці бик убиває його, але перед смертю Хуан отримує прощення від своєї відданої дружини.

## У ролях
- Роза Розанова — Ангустія
- Рудольф Валентино — Хуан Гальярдо
- Ніта Нальді — дона Соль
- Лео Вайт — Антоніо
- Ліла Лі — Кармен
- Чарльз Белчер — дон Жозеліто
- Фред Бекер — дон Жозе